# 休·拉塞尔
休·拉塞尔（英語：Hugh Russell，1959年12月15日—2023年10月13日），爱尔兰男子拳击运动员，1981年成为职业选手。他曾代表爱尔兰参加1980年夏季奥林匹克运动会拳击比赛，获得男子51公斤级铜牌。